# 서울대학교병원기장암센터
서울대학교병원기장암센터는 서울대학교병원 산하 기관으로 의료용 중입자가속기가 설치될 부산광역시 기장군 소재 센터이다. 2010년 한국원자력의학원 산하 기관으로 출범하였으나, 한국원자력의학원이 기본적인 자료 수집도 실패하였으며, 국외 전문 기관에서 가속기의 종류 선정이 잘못되었다는 지적에도 원자력의학원에서 유일하게 보유한 사이클로트론만을 고집하는 등의 이유로 사업이 장기간 표류하였다. 이후 사업 추진의 정상화 및 전문성 제고를 위하여 2019년 5월 서울대학교병원으로 사업이 이관되었다. 현재 서울대학교병원 중입자가속기사업단에 의하여 사업이 총괄·추진되고있다.

## 의료용 중입자가속기 구축지원사업
의료용 중입자가속기 구축지원사업이란 해당 사업의 공식 명칭이며, 이를 통해 430MeV/u의 의료용 중입자가속기가 부산광역시 기장군 소재의 서울대학교병원기장암센터에 구축될 예정이다. 예산은 2597.5억 원이며, 2024년 10월 말 인수검사를 끝으로 구축이 최종 완료되어 2025년 초 첫 환자 치료에 돌입할 예정이다. 이로써 국내에서는 서울대학교병원 및 세브란스병원의 두 대학병원이 의료용 중입자가속기를 운영하게 된다.

## 사업 추진 및 국비 지원 근거

### 원자력진흥법 제12조
- 원자력연구개발사업의 추진

### 방사선 및 방사성동위원소 이용진흥법 제6조
- 방사선등의 연구기반 확충 및 지원

### 기초연구진흥 및 기술개발 지원에 관한 법률 제14조
- 특정연구개발 사업의 추진

## 사업 목적

### 의료분야
- 의료용 중입자가속기 구축을 통해 난치성 암(두경부암, 폐암, 간암 등 8대 암) 치료 및 암환자의 생존율 향상

### 연구분야
- 입자빔 활용 임상연구 및 난치성 질환 치료기술 개발

### 경제분야
- 중입자치료센터 운영을 통해 부산지역을 동남아 의료 허브로 육성함으로써 지역경제 활성화 및 고부가가치 의료산업 발전 선도

## 추진 경위
2010년부터 시작한 가속기 구축 사업은 기종 및 사업자 변경 등으로 지연되어 부산광역시에서는 중입자가속기 사업의 정상화를 위해 수차례 과학기술정보통신부 및 서울대학교병원, 지역 정치권에 협조를 구했고, 기장군과도 예산분담과 행정적인 지원 등에 협력해 왔다. 부산광역시 시장 오거돈은 2019년 3월 29일 열린 서울대학교병원 이사회에서 중입자가속기 유치사업 안건이 통과되어 '중입자가속기 구축 지원사업'이 본격적으로 추진될 것이라고 밝혔다. 서울대병원 이사회 통과를 계기로 의료용 중입자 가속기 사업 준비단은 '사업단'으로 이름이 바뀌어 본격 활동에 나서게 된다.연세의료원이 일본 도시바와 2018년 3월 계약을 통해 국내 최초 도입을 확정했다.

### 날짜별 현황 및 계획
- '09. 11. 중입자가속기 기술개발사업 예비타당성조사 통과 / 2009년도 예비타당성 조사보고서(중입자가속기 기술개발사업)
  - 기관 : 한국개발연구원(KDI)
  - 기간 : '08. 12.~'09. 11.
  - 결과 : B/C Ratio 1.02, AHP : 0.516 등
- '10. 04. 중입자가속기 사업단 구성 및 사업 착수
- '13. 11. 중입자치료센터 건설공사 착공
- '14. 05. 사업계획 변경(기종변경(→싱크로트론))
- '15. 06. 가속기 공동개발/기술사업화 추진 및 무산('16. 05)
- '16. 05. 중입자치료센터 건설
- '16. 08. 적정성 재검토 착수(기획재정부, 한국과학기술기획평가원(KISTEP))
- '16. 09. 동남권 지역 투자유치 추진 및 무산('16. 12)
- '17. 01. 중입자치료기 구축 참여병원 모집
- '17. 09. 의료용중입자가속기사업 추진 관계기관 MOU 체결
- '17. 10. 중입자가속기기술개발사업 사업계획 변경(제9차 운영위원회 의결)
- '18. 09. 적정성 재검토 완료(기획재정부, 한국과학기술기획평가원(KISTEP))
- '19. 03. 이사회 의결에 따른 서울대학교병원 참여 확정
- '19. 04. 사업계획 변경 최종 확정(제10차 운영위원회 의결)
- '19. 05. 서울대학교병원 사업 착수
- '19. 09. 사업이관(한국원자력의학원→서울대학교병원) 협의완료(~'19. 08.) 및 자산등록 등 추진
- '19. 12. 장치사양, 마스터플랜 점검 및 조달방법 확정(제11차 운영위원회 의결)
- '20. 01. 장치 국제입찰 착수
- '20. 08. 설계비 증액 등 총사업비 조정 사유 발생에 따른 사업계획변경(제13차 운영위원회 의결)
- '20. 08. 중입자가속기 구축계약 체결(도시바&DK메디칼솔루션 공동수급체)
- '20. 12. 중입자치료센터 리모델링 설계용역 계약 체결(행림종합건축사사무소)
- '25. 01. 환자 치료 개시 예정

## 같이 보기
- 서울대학교병원
- 한국원자력의학원
- 입자 가속기
- 방사선 치료

## 주해
1. ↑  재원 분담은 국비, 지방비<부산시, 기장군>, 주관기관<서울대학교병원>으로 이루어져있다.
2. ↑  세브란스병원은 2023년 초 환자 치료 개시 예정이다.